# 谷碧仁
谷 碧仁(たに あおと、1991年6月13日)は、日本の脚本家・演出家。劇団時間制作主宰。

## 経歴
愛知県名古屋市出身。中京大学附属中京高等学校卒業。2013年に1人で劇団時間制作を旗揚げ。以降全作品の作・演出を手掛ける。2020年より映画・ドラマ・ネットドラマ関係のシナリオも手掛けている。

## 脚本

### ドラマ
- ＃who am I（2023年3月8日 - 22日、フジテレビ）[2]
- キャスター（2025年4月13日 - 、TBS）[3]
- 明日はもっと、いい日になる（2025年7月7日 - 、フジテレビ）

### 舞台
- Jnapi L.L.C プロデュース　朗読劇『予告犯』脚本（演出：丸尾丸一郎）(2018年9月13日 - 23日、あうるすぽっと)[4]
- ACT GAME 第五戦『母に酷』Bチーム 脚本（演出：井保三兎）(2018年10月24日 - 28日、上野ストアハウス)[5]
- PARCO STAGE『妖怪アパートの幽雅な日常』脚本（演出：元吉庸泰）(2019年1月11日 - 1月27日、紀伊國屋サザンシアターTAKASHIMAYA)[6]
- ミュージカル『王室教師ハイネ-THE MUSICAL Ⅱ-』脚本（演出：吉谷光太郎）(2019年4月11日 - 4月14日、TOKYO DOME CITY HALL他)[7]
- 劇団番町ボーイズ☆NEXT『壬生狼ヤングゼネレーション』脚本（演出：ドヰタイジ）(2019年8月23日 - 8月25日、シアター風姿花伝)[8]
- ポリゴンマジック主催『カレイドスコープ〜私を殺した人は無罪のまま〜』脚本(演出：吉谷光太郎)(2020年2月20日 - 3月1日、新宿FACE)[9]
- PARCO STAGE『ホームレッスン』脚本(演出：シライケイタ)(2022年9月24日 - 10月9日、紀伊國屋ホール)[10]
- −音読stage- Story of Songs『ミチシルベ〜a road home〜』『以心電心』脚本(演出：元吉庸泰)(2023年2月8日 − 12日、ヒューリックホール東京)[11]
- ミュージカル『暁のヨナ』脚本(演出：元吉庸泰)(2024年7月20日 − 28日、シアターH)[12]

### 映画
- 大事なことほど小声でささやく 脚本(2022年10月21日公開)[13]

## 脚本・演出
- エックスカンパニープロデュース第二回公演『花からの手紙』脚本・演出(2016年6月28日 - 7月3日、シアターKASSAI)[14]
- SOS企画プロデュース公演『物語は突然生き止まる』脚本・演出(2017年2月18日 - 20日、新大久保R’sアートコート)[15]
- 株式会社Am-bitioN『Erosion～イローション～』脚本・演出(2017年8月22日 - 27日、シアターブラッツ)[16]
- 舞台企画斜楽生『プライベート～信じたモノはナニカ～』脚本・演出(2018年3月30日 - 4月1日、新宿村LIVE)[17]
- ソラリネ♯21『コミュニティ』脚本・演出(2018年7月19日 - 22日、明石スタジオ)[18]
- 舞台企画斜楽生◆オムニバス公演『FOUR Texts』第4部『ツルノハ』脚本・演出(2019年3月6日 - 10日、萬劇場)[19]
- 朝劇銀座『朝日に願え』脚本・演出(2019年11月 − 2020年2月(ロングラン公演)、メンバーズクラブ 銀座マリリン)[20]
- Pxxce Maker'プロデュース『ビジネス』脚本・演出(2019年12月11日 - 18日、ザムザ阿佐谷)[21]
- 劇団4ドル50セント『大人になるには』脚本・演出(2020年8月19日 - 21日、配信公演)
- ONE LOVE ONE HEART 劇LIVE『オノマトペVol.1』脚本・演出(2022年6月8日 - 12日、CBGKシブゲキ‼︎)[22]
- ONE LOVE ONE HEART 劇LIVE『オノマトペVol.2』脚本・演出(2022年11月3日 - 6日、CBGKシブゲキ‼︎)[23]
- 朝劇三軒茶屋『朝日に願え』脚本・演出(2024年4月 − 2025年3月(ロングラン公演)、space orbit)[24]
- 演劇『ライチ⭐︎光クラブ』脚本・演出(2025年1月10日 - 26日、IMM THEAER)[25]

### 劇団時間制作 本公演
- 第一回公演『二分の一の居場所』(2013年2月15日 - 17日、阿佐ヶ谷ART THEATER かもめ座)
- 第二回公演『雪の海』(2013年8月29日 - 9月1日、阿佐ヶ谷ART THEATER かもめ座)[26]
- 第三回公演『もう一回、抱きしめて。』(2014年2月27日 - 3月2日、阿佐ヶ谷アルシェ)[27]
- 第四回公演『置いて行かないで…』『自分の中の他人』(2014年7月31日 - 8月3日、阿佐ヶ谷アルシェ)[28]
- 第五回公演『手を握る事すらできない』(2014年12月17日 - 21日、明石スタジオ)[29]
- 第六回公演『ふりだし』『もう一回、抱きしめて。(再演)』(2015年4月22日 - 月29日、劇場MOMO)[30]
- 第七回公演『きっとまた明日はくる』(2015年7月15日 - 20日、明石スタジオ)[31]
- 第八回公演『吐き気がするほどに』(2015年10月7日 - 12日、明石スタジオ)[32]
- 第九回公演『SEX』(2015年12月16日 - 23日、サンモールスタジオ)[33]
- 第十回公演『皮肉にも雨は降る』(2016年5月11日 - 5月22日、劇場MOMO)[34]
- 第十一回公演『白紙の目次』(2016年8月10日 - 8月17日、サンモールスタジオ)[35]
- 第十二回公演『震えた声はそこに落ちて』(2017年11月2日 - 11月13日、劇場MOMO)[36]
- 第十三回公演『うるさくて、うるさくて、耳を塞いでもやはりうるさくて』(2017年3月29日 - 4月9日、劇場MOMO)[37]
- 第十四回公演『普通』(2017年6月28 - 7月9、サンモールスタジオ)[38]
- 第十五回公演『手を握る事すらできない』(再演)(2017年11月8日 - 19日、萬劇場)[39]
- 第十六回公演『共感』(2018年5月9日 - 20日、劇場MOMO)[40]
- 第十七回公演『白紙の目次』(2018年9月5日 - 16日、テアトルBONBON)[41]
- 第十八回公演『こっちとそっち』(2018年11月14日 - 25日、萬劇場)[42]
- 第十九回公演『吸って吐く』(2019年4月24日 - 5月5日、萬劇場)[43]
- 第二十回公演『ほしい』(2019年9月19日 - 29日、赤坂RED/THEATER)[44]
- 第二十一回公演『赤すぎて、黒』(2020年3月4日 - 15日、萬劇場)[45]
- 第二十二回公演『迷子』(2020年11月21日 - 29日、東京芸術劇場シアターウエスト)[46]
- 第二十三回公演『断・捨・離』(2021年2月1日 - 28日、シアター風姿花伝 ※コロナ禍により公演中止)[47]
- 第二十四回公演『トータルペイン』(2022年2月23日 - 3月6日、赤坂RED/THEATER ※コロナ禍により公演中止)[48]
- 特別公演『うるさくて、うるさくて、耳を塞いでもやはりうるさくて(再演)』(2022年1月7日 - 11日、シアター・アルファ東京)[49]
- 第二十五回公演『12人の淋しい親たち』(2022年9月22日 - 10月2日、東京芸術劇場シアターウエスト)[50]
- 第二十六回公演『哀を腐せ』(2023年8月17日 - 27日、東京芸術劇場シアターウエスト)[51]
- 第二十七回公演『トータルペイン』(2023年10月19日 - 29日、赤坂RED/THEATER)[52]

### 劇団時間制作 プロデュース公演
- 『どうせ、死んでいく』(2020年6月17日 - 25日、CBGKシブゲキ‼︎ ※コロナ禍により公演中止)[53]
- 第一弾『まぐろ』(2021年6月18日 - 20日、千本桜ホール)[54]
- 第二弾『ヒミズ』(2021年9月18日 - 26日、MixaliveTOKYO Theater Mixa)[55]